# Verrechnungsverbot
Unter einem Verrechnungsverbot (oder Saldierungsverbot) versteht man in der Rechnungslegung das gesetzliche Verbot, Bilanzpositionen der Aktivseite mit korrespondierenden Positionen der Passivseite und Positionen der Gewinn- und Verlustrechnung wie Aufwendungen und Erträge miteinander zu verrechnen.

## Allgemeines
Bilanzen und Gewinn- und Verlustrechnungen enthalten korrespondierende gegensätzliche Größen wie Forderungen/Verbindlichkeiten oder Aufwendungen/Erträge, sodass es nahe liegt, diese miteinander zu verrechnen und nur noch den Saldo der größeren Position auszuweisen. Dadurch würde aber die Transparenz des Jahresabschlusses verringert, wodurch die Bilanz nicht mehr sämtliche Bestandsgrößen und die Gewinn- und Verlustrechnung nicht mehr alle Stromgrößen beinhalten würde. Das Bilanzrecht verbietet diese Saldierung daher grundsätzlich. Das Verrechnungsverbot ergibt sich aus der Generalnorm des § 246 Abs. 2 Satz 1 HGB, worin auch das Vollständigkeitsprinzip (Bilanzwahrheit) zum Ausdruck kommt.
Durch das Verrechnungsverbot wird das Bruttoprinzip verwirklicht, sofern nicht ausnahmsweise eine GuV nach dem Nettoprinzip zulässig ist (§ 276 Satz 1 HGB).

## Rechtsfragen
Das Verrechnungsverbot wird in § 246 Abs. 2 HGB durch die Formulierung „dürfen nicht“ ausgesprochen: „Posten der Aktivseite dürfen nicht mit Posten der Passivseite, Aufwendungen nicht mit Erträgen, Grundstücksrechte nicht mit Grundstückslasten verrechnet werden“. In § 246 Abs. 2 Satz 2 HGB wird lediglich eine Ausnahme zugelassen, wenn bestimmte Vermögensgegenstände dem Zugriff von Gläubigern entzogen sind, weil sie zweckbestimmt ausschließlich der Erfüllung von Schulden aus Altersversorgungsverpflichtungen oder vergleichbaren langfristig fälligen Verpflichtungen dienen. Hierunter fallen die aus Pensionsrückstellungen gebildeten Vermögenswerte wie Pensionsrückdeckungsversicherungen oder bestimmte Finanzanlagen. Nach herrschender Meinung ist auch eine bestehende Aufrechnungslage gemäß § 387 BGB als Ausnahme vom Verrechnungsverbot zulässig. Deshalb können aktivische mit passivischen latenten Steuern saldiert (§ 274 Abs. 1 HGB) werden. Einzelwertberichtigungen dürfen bei Kreditinstituten von zweifelhaften Forderungen abgesetzt werden (§ 340f Abs. 1 HGB). Auch die internationale Rechnungslegung lässt eine Verrechnung (englisch offsetting) nur ausnahmsweise zu (IAS 1.32-5; 2003). Danach darf ein Unternehmen Vermögenswerte und Schulden sowie Erträge und Aufwendungen nicht miteinander saldieren, sofern nicht die Saldierung von IFRS vorgeschrieben oder gestattet wird.

## Rechtsfolgen
Der Verstoß gegen das Verrechnungsverbot kann nach § 256 Abs. 4 AktG zur Nichtigkeit des Jahresabschlusses führen, wenn seine Klarheit und Übersichtlichkeit wesentlich beeinträchtigt sind.